# Pteronemobius camerunensis
Pteronemobius camerunensis is een rechtvleugelig insect uit de familie krekels (Gryllidae). De wetenschappelijke naam van deze soort is voor het eerst geldig gepubliceerd in 1900 door Sjöstedt.